# Plácido García Gilabert
Plácido García Gilabert (Benitachell, 1 de enero de 1895 - Denia, 16 de agosto de 1936) fue un sacerdote en su pueblo natal, y beato desde el 11 de marzo de 2001 por Juan Pablo II «por su vida de amor a Dios y el martirio sufrido antes de su asesinato».

## Biografía

### Primeros años
Nació el 1 de enero de 1895 en Benitachell, y bautizado al día siguiente con el nombre de Miguel. Hizo los estudios primarios en las escuelas nacionales de su pueblo, y en 1907, a los doce años, ingresó en el Seminario menor franciscano de Benisa, donde realizó estudios de Humanidades.

### Vida religiosa
El 3 de octubre de 1910 vistió por primera vez el hábito franciscano en el Monasterio del Santo Espíritu del Monte en Gilet, cambiando su nombre de pila por el de Plácido. El 24 de octubre de 1911 terminó el noviciado y allí mismo inició la profesión religiosa. Se dedicó a los estudios de filosofía y teología en el Estudiantado franciscano de la provincia de Valencia y fue ordenado sacerdote el 21 de septiembre de 1918. 
Fue enviado Roma desde 1930 hasta 1933 para ampliar estudios, donde obtuvo el título de Rector General en la Facultad de Derecho Canónico del Antonianum. Al regresar, enseñó teología en el Estudiantado franciscano de Onteniente, donde también fue superior de la comunidad franciscana y rector del colegio.

### Muerte
Con el inicio de la guerra civil española el 18 de julio de 1936, y con ella la persecución religiosa, Plácido García estaba de morador en el Colegio La Concepción de Onteniente. Tres días después se vieron obligados a dispersarse los religiosos del mismo. El padre Plácido se refugió en casa de su hermano en Benitachell, buscando seguridad entre sus familiares. Confiado, no quería esconderse y hacía vida normal en su pueblo. Ante las advertencias de sus familiares sobre el peligro que corría llevando el hábito religioso y no escondiéndose, solía responder: «¿Qué me puede pasar? ¿Que me quiten la vida? ¡La doy gustoso!». Al proponerle su familia la posibilidad de trasladarse a Mallorca por su seguridad, contestó: «No, que luego se vengarán en vosotros; yo soy solo y no hago falta a nadie; vosotros os debéis a vuestras familias. De manera que ni pensar que yo me esconda».
Desde finales de julio de 1936 realizó vida normal, prestando algunos servicios espirituales. A instancias de la familia y para mayor seguridad, se retiró a la casa de campo de su hermano Vicente. Allí vivió durante un tiempo hasta que el día 15 de agosto fue arrestado y ejecutado. Su hermano Vicente relataría después los detalles de la detención. 

El día 15 de agosto, fiesta de la Asunción de la Virgen, serían las tres de la tarde, vinieron al pueblo un camión de milicianos con ametralladoras, procedentes, según se decía, de Jávea y Denia. Estuvieron a buscarlo en una casita de campo de mi propiedad en las afueras del pueblo. Al no encontrarle, los mismos milicianos les acompañaron a la casita de mi hermano Gabriel, más alejada del pueblo, donde el Siervo de Dios se encontraba entonces. Y allí fue detenido. Los milicianos preguntaron por un sacerdote. Mi hermano Gabriel dijo que allí no había ningún sacerdote. El Siervo de Dios que estaba en el interior, al oír aquellas palabras salió inmediatamente y dijo: "Aquí lo que hay es un fraile y soy yo". Entonces le intimaron a que se fuera con ellos inmediatamente y sin reparo alguno. Voluntariamente el Siervo de Dios les siguió... Fue subido a un camión y paseado por todo el pueblo, para que todos los vecinos se enteraran de su detención, y luego llevado a Denia. Al amanecer del día siguiente de su detención, el Siervo de Dios fue conducido, según oí decir, en el mismo camión, a La Plana de Denia. Los milicianos le invitaron a que se apease y de allí tomase la dirección hacia el pueblo, pues le dijeron que estaba libre y que él ya conocía el camino. Apenas hubo empezado la marcha, los milicianos le dispararon unos tiros dejándolo muerto en el acto. La noche del 15 al 16 de agosto yo la pasé en vela preocupado por la muerte de mi hermano Plácido. Un niño, por la calle, gritó: "Ya han muerto al fraile". Entonces yo marché al Comité a pedirles que, por lo menos, recogieran su cadáver. Fueron a buscarlo unos miembros del Comité y un familiar nuestro. No estaba ya su cadáver en la carretera, pero lo encontraron en el cementerio de Denia. Entonces los mismos miembros del Comité de Benitachell y mi primo, se trajeron el cadáver del Siervo de Dios al cementerio de Benitachell. Yo mismo vi su cadáver martirizado y herido por las armas de fuego en la espalda y un ojo vacío.
Vicente García Gilabert

Un practicante de medicina, ayudante del doctor Vicente Noguera, daría su versión tras la autopsia, confirmando que Plácido García había sido torturado, mutilado y asesinado brutalmente. En 1967 sus restos serían trasladados a la iglesia parroquial de Benitachell, donde reposan actualmente.

### Beatificación
El 11 de marzo de 2001, el papa Juan Pablo II lo beatificaría junto a otras 232 personas, también mártires, víctimas de la persecución religiosa en España durante la guerra.